# Campionati del mondo di atletica leggera 1987 - Eptathlon
La gara dell'eptathlon femminile dei Campionati del mondo di atletica leggera 1987 si è svolta tra il 31 agosto e il 1º settembre.

## Podio
| Pos.    | Atleta               | Nazionalità      | Prestazione |
| ------- | -------------------- | ---------------- | ----------- |
| Oro     | Jackie Joyner-Kersee | Stati Uniti      | 7128 p.     |
| Argento | Larisa Nikitina      | Unione Sovietica | 6564 p.     |
| Bronzo  | Jane Frederick       | Stati Uniti      | 6502 p.     |

## Situazione pre-gara

### Record
Prima di questa competizione, il record del mondo (RM) e il record dei campionati (RC) erano i seguenti:
| Record                | Prestazione                                | Atleta                           | Data                                 | Competizione  |
| --------------------- | ------------------------------------------ | -------------------------------- | ------------------------------------ | ------------- |
| Record mondiale       | 7158 p. (Tabella in vigore dal 1985)       | Jackie Joyner-Kersee Stati Uniti | 1/2 agosto 1986 Houston, Stati Uniti |               |
| Record dei campionati | 6714 p. (Tabella in vigore prima del 1985) | Ramona Neubert Germania Est      | 8/9 agosto 1983 Helsinki, Finlandia  | Mondiali 1983 |

### Campionesse in carica
Le campionesse in carica a livello olimpico e mondiale erano:
| Campione | Atleta                      | Prestazione                                | Data                                     | Competizione         |
| -------- | --------------------------- | ------------------------------------------ | ---------------------------------------- | -------------------- |
| Olimpico | Glynis Nunn Australia       | 6390 p. (Tabella in vigore prima del 1985) | 3/4 agosto 1984 Los Angeles, Stati Uniti | Giochi olimpici 1984 |
| Mondiale | Ramona Neubert Germania Est | 6714 p. (Tabella in vigore prima del 1985) | 8/9 agosto 1983 Helsinki, Finlandia      | Mondiali 1983        |

### La stagione
Prima di questa gara, le atlete con le migliori tre prestazioni dell'anno erano:
| Pos. | Atleta                           | Prestazione | Data                                 |
| ---- | -------------------------------- | ----------- | ------------------------------------ |
| 1    | Jackie Joyner-Kersee Stati Uniti | 6979 p.     | 24 giugno 1987 San Jose, Stati Uniti |
| 2    | Anke Behmer Germania Est         | 6692 p.     | 24 maggio 1987 Götzis, Austria       |
| 3    | Svetlana Buraga Unione Sovietica | 6585 p.     | 5 luglio 1987 Arles, Francia         |

## Risultati[3][4]

### Turni eliminatori
| 4Batterie | 31 agosto    | 25 iscritte    | Si svolgono le gare dei m. 100 hs, salto in alto, getto del peso, m. 200 piani                |
| 4Batterie | 1º settembre | 22 concorrenti | La seconda giornata si svolgono le gare: salto in lungo, lancio del giavellotto, m. 800 piani |

### Tutte le prove
Lunedì 31 agosto 1987 / Martedì 1º settembre 1987

(N.B.: Le migliori prestazioni sono segnate in neretto.)
| Pos. | Atleta                | Totale | Prove             | 100 hs     | Alto        | Peso        | 200 m       | Lungo       | Giavell.    | 800 m        |
| ---- | --------------------- | ------ | ----------------- | ---------- | ----------- | ----------- | ----------- | ----------- | ----------- | ------------ |
|      | Jackie Joyner-Kersee  | 7128   | Prestazione Punti | 12"91 1138 | 1,90 m 1106 | 16,00 m 928 | 22"95 1084  | 7,14 m 1220 | 45,68 m 777 | 2'16"29 875  |
|      | Larisa Nikitina       | 6564   | Prestazione Punti | 13"77 1011 | 1,87 m 1067 | 15,66 m 905 | 24"48 935   | 6,33 m 953  | 55,24 m 962 | 2'27"01 731  |
|      | Jane Frederick        | 6502   | Prestazione Punti | 13"65 1028 | 1,78 m 953  | 16,30 m 948 | 24"69 915   | 6,33 m 953  | 46,62 m 795 | 2'13"77 910  |
| 4    | Anke Behmer           | 6460   | Prestazione Punti | 13"59 1037 | 1,81 m 991  | 13,77 m 779 | 23"54 1025  | 6,67 m 1062 | 35,82 m 587 | 2'09"03 979  |
| 5    | Liliana Năstase       | 6325   | Prestazione Punti | 13"09 1111 | 1,75 m 916  | 13,11 m 735 | 24"09 972   | 6,59 m 1036 | 41,84 m 703 | 2'17"91 852  |
| 6    | Marion Reichelt       | 6296   | Prestazione Punti | 13"65 1028 | 1,81 m 991  | 13,39 m 753 | 24"17 964   | 6,46 m 994  | 38,64 m 641 | 2'12"76 925  |
| 7    | Marianna Maslennikova | 6228   | Prestazione Punti | 13"46 1056 | 1,84 m 1029 | 13,22 m 742 | 24"41 942   | 6,12 m 887  | 35,42 m 580 | 2'08"12 992  |
| 8    | Zhu Yuqing            | 6211   | Prestazione Punti | 13"37 1069 | 1,78 m 953  | 15,12 m 869 | 23"99 982   | 6,10 m 880  | 43,40 m 733 | 2'27"45 725  |
| 9    | Kim Hagger            | 6167   | Prestazione Punti | 13"24 1089 | 1,81 m 991  | 12,63 m 703 | 24"68 916   | 6,56 m 1027 | 35,64 m 584 | 2'17"59 857  |
| 10   | Jane Flemming         | 6149   | Prestazione Punti | 13"50 1050 | 1,81 m 991  | 13,21 m 741 | 23"75 1005  | 6,20 m 912  | 38,24 m 634 | 2'20"58 816  |
| 11   | Nadine Debois         | 6139   | Prestazione Punti | 13"64 1030 | 1,72 m 879  | 13,22 m 742 | 24"23 959   | 6,25 m 927  | 34,70 m 566 | 2'05"17 1036 |
| 12   | Cindy Greiner         | 6042   | Prestazione Punti | 13"76 1013 | 1,72 m 879  | 13,46 m 758 | 24"45 938   | 6,29 m 940  | 36,84 m 607 | 2'13"99 907  |
| 13   | Tineke Hidding        | 6040   | Prestazione Punti | 13"77 1011 | 1,72 m 879  | 13,11 m 735 | 24"18 963   | 6,18 m 905  | 40,14 m 670 | 2'16"10 877  |
| 14   | Svetlana Buraga       | 5982   | Prestazione Punti | 13"15 1102 | 1,75 m 916  | 13,36 m 751 | 24"17 m 964 | 5,89 m 816  | 33,76 m 548 | 2'15"18 885  |
| 15   | Joanne Mulliner       | 5842   | Prestazione Punti | 13"84 1001 | 1,75 m 916  | 12,86 m 718 | 24"80 905   | 5,80 m 789  | 36,72 m 604 | 2'13"83 909  |
| 16   | Ragne Kytölä          | 5791   | Prestazione Punti | 14"27 941  | 1,78 m 953  | 11,78 m 647 | 25"16 872   | 5,92 m 825  | 38,96 m 647 | 2'14"03 906  |
| 17   | Cornelia Heinrich     | 5664   | Prestazione Punti | 14"48 912  | 1,75 m 916  | 14,04 m 797 | 25"67 826   | 5,94 m 831  | 41,06 m 688 | 2'29"90 694  |
| 18   | Sabine Braun          | 5621   | Prestazione Punti | 14"14 959  | 1,75 m 916  | 12,42 m 689 | 25"49 842   | 5,77 m 780  | 37,74 m 624 | 2'20"94 811  |
| 19   | Connie Polman-Tuin    | 5608   | Prestazione Punti | 14"35 929  | 1,66 m 806  | 12,85 m 717 | 25"27 862   | 6,10 m 880  | 35,80 m 587 | 2'19"77 827  |
| 20   | Eva Karblom           | 4951   | Prestazione Punti | 14"40 923  | 1,66 m 806  | 13,61 m 768 | 25"10 878   | 6,25 m 927  | 39,06 m 649 | dns -        |
| 21   | Ingrid Meilicke       | 3854   | Prestazione Punti | 15"19 817  | 1,51 m 632  | 10,35 m 552 | 27"28 689   | 5,14 m 598  | 34,70 m 566 | dns -        |
| 22   | Zuzana Lajbnerová     | 3504   | Prestazione Punti | 14"15 957  | 1,75 m 916  | 14,06 m 798 | 25"59 833   | dns -       | -           | -            |
| 23   | Manuela Marxer        | 2255   | Prestazione Punti | 14"76 874  | 1,66 m 806  | 10,69 m 575 | dns -       | -           | -           | -            |
| 24   | Chantal Beaugeant     | 892    | Prestazione Punti | 14"62 892  | dns -       | -           | -           | -           | -           | -            |
| 25   | Alessandra Becatti    | dnf    | Prestazione Punti | dnf -      | -           | -           | -           | -           | -           | -            |

### Classifica finale
Martedì 1º settembre 1987
| Pos. | Atleta                | Età | Nazione          | Punti   | Note                  |
| ---- | --------------------- | --- | ---------------- | ------- | --------------------- |
|      | Jackie Joyner-Kersee  | 25  | Stati Uniti      | 7128    | Record dei campionati |
|      | Larisa Nikitina       | 22  | Unione Sovietica | 6564    |                       |
|      | Jane Frederick        | 35  | Stati Uniti      | 6502    |                       |
| 4    | Anke Behmer           | 26  | Germania Est     | 6460    |                       |
| 5    | Liliana Năstase       | 25  | Romania          | 6325    |                       |
| 6    | Marion Reichelt       | 24  | Germania Est     | 6296    |                       |
| 7    | Marianna Maslennikova | 26  | Unione Sovietica | 6228    |                       |
| 8    | Zhu Yuqing            | 24  | Cina             | 6211    |                       |
| 9    | Kim Hagger            | 25  | Regno Unito      | 6167    |                       |
| 10   | Jane Flemming         | 22  | Australia        | 6149    |                       |
| 11   | Nadine Debois         | 25  | Francia          | 6139    |                       |
| 12   | Cindy Greiner         | 30  | Stati Uniti      | 6042    |                       |
| 13   | Tineke Hidding        | 28  | Paesi Bassi      | 6040    |                       |
| 14   | Svetlana Buraga       | 21  | Unione Sovietica | 5982    |                       |
| 15   | Joanne Mulliner       | 21  | Regno Unito      | 5842    |                       |
| 16   | Ragne Kytölä          | 22  | Finlandia        | 5791    |                       |
| 17   | Cornelia Heinrich     | -   | Germania Ovest   | 5664    |                       |
| 18   | Sabine Braun          | 22  | Germania Ovest   | 5621    |                       |
| 19   | Connie Polman-Tuin    | 24  | Canada           | 5608    |                       |
| 20   | Eva Karblom           | -   | Svezia           | rit. 07 |                       |
| 21   | Ingrid Meilicke       | -   | Paraguay         | rit. 07 |                       |
| 22   | Zuzana Lajbnerová     | 24  | Cecoslovacchia   | rit. 05 |                       |
| 23   | Manuela Marxer        | 22  | Liechtenstein    | rit. 04 |                       |
| 24   | Chantal Beaugeant     | 26  | Francia          | rit. 02 |                       |
| 25   | Alessandra Becatti    | 22  | Italia           | rit. 01 |                       |